# Capo Donnacona
Donnacona (Canada, ... – Francia, 1539) è stato un capo di un villaggio irochese. Fu portato con la forza dall'esploratore francese Jacques Cartier in Francia dove morì nel 1539.
Donnacona e la sua gente stavano pescando al largo della penisola di Gaspé quando l'esploratore francese Jacques Cartier arrivò la prima volta da quelle parti, nel 1534 e piantò nel terreno una croce alta circa nove metri, con la quale si reclamava alla Francia il possesso di quel territorio. Cartier catturò i figli di Donnacona, Domagaya e Taignoagny, e li portò prigionieri in Francia. I due tornarono in Canada con Cartier l'anno seguente, gli indicarono l'estuario del San Lorenzo, e lo guidarono, risalendo il corso del fiume, fino a Stadacona, dove, questa volta, i francesi svernarono.
Le relazioni tra gli Irochesi del San Lorenzo e i francesi si deteriorarono verso la fine dell'inverno, quando al ritorno dal suo secondo viaggio, Cartier portò in Francia Donnacona e altri nove irochesi, dopo averli rapiti in occasione di una festa data dai francesi il 3 maggio 1536. Nessuno è mai tornato nelle Americhe. Donnacona era stato rapito in modo che potesse raccontare personalmente la storia di un paese più a nord, chiamato Saguenay, che si diceva fosse pieno di oro, rubini e altri tesori.
Donnacona fu trattato bene in Francia, assistito e curato a spese del Re. Aumentò l'appetito dei francesi per l'esplorazione del Nuovo Mondo con racconti sul regno dorato di Saguenay; purtuttavia cadde presto ammalato e morì. La stessa sorte capitò agli altri ad eccezione di una ragazzina, il cui destino non ci è noto.
Quando Cartier ritornò a Stadacona cinque anni dopo, raccontò agli Irochesi che Donnacona stava vivendo come un re in Francia e non aveva nessuna voglia di tornare a casa.
La città di Donnacona, nel Québec, prende il nome da lui.